# Котко, Дмитрий Васильевич
Дмитрий Васильевич Котко (укр. Дмитро Васильович Котко; 4 (17) января 1892 — 18 ноября 1982) — советский украинский хоровой дирижёр, сотник Армии УНР.

## Биография
Родился 4 (17) января 1892 года в селе Балки.
После сельской школы Дмитрий поступил в учительскую школу в Таганаше (теперь — Солёное Озеро (Крым)), которую окончил в 1910 году. Два года экстерном учился на дирижёра и в 1913 году окончил Ардонскую (вблизи Владикавказа) духовно-миссионерскую семинарию и её дирижёрский класс. Это дало ему право работать учителем пения и графических искусств в Высшем училище в городе Прохладном в Кабардино-Балкарии. Там и застала его Первая мировая война.
В 1916 году его мобилизовали в армию и отправили в Чугуевское юнкерское училище, а впоследствии — в московский гренадёрский полк. Служил в почётном карауле в Кремле.
В 1917 году Дмитрий Котко перешёл в новосозданную украинскую части и впоследствии переехал на Украину. В войске УНР исполнял обязанности куратора духовых оркестров. Сначала учился в Ровно, где получил офицерское звание, а затем руководил военными духовыми оркестрами в 1-м Волынском полку.
В 1919 году под Хмельницким попал в польский плен. В 1920 году вырвался на свободу и был участником похода войск Директории против большевистских войск на Украине.
С 1920 года — в Польше находился в лагере в Ланцуте, интернирован как военный в составе Армии Украинской Народной Республики. В 1920 году в Ланцуте организовал хоровой кружок из певцов-энтузиастов, которые находились в лагере. В его состав входили бывшие ученики музыкальных школ, студенты консерваторий. Этот кружок из десятка энтузиастов стал ядром «Украинского хора». В 1925 году по требованию польских чиновников хор должен был изменить своё название на «Украинский Надднепрянский хор». Это был первый профессиональный украинский хор в Польше, с которым Котко успешно гастролировал в Галичине, городах Польши и странах Европы. Хор исполнял произведения украинских, польских, русских и западно-европейских композиторов, украинские народные песни, в которых слышался казачий боевой дух, колядки, щедривки.
Не равнодушным к хору и его руководителю был большой меценат украинской культуры митрополит Андрей (Шептицкий). Он убедил дирижёра во время встречи с ним в 1930 году, что свой опыт нужно передавать молодой смене энтузиастов хорового пения, и склонил Д. Котко к оседлой жизни и преподавательской работе. В 1930—1936 годах Д. Котко работал педагогом в Львовской духовной семинарии и Львовской украинской женской гимназии, где также руководил студенческими хорами, которые пели Литургию по радио.
В 1935 году дирижёр бросил педагогическую работу и организовал с галицкими певцами-любителями мужской хор «Трембита». Но название это не понравилась польской власти, и капелла выбирает название «Украинский странствующий хор Дмитрия Котко». На его основе в 1939 году создана капелла «Трембита».
Великая Отечественная война застала Дмитрия Котко на гастролях в Саратове (РСФСР). Его вместе с капеллой эвакуировали в Алма-Ату (КазССР), где в сентябре 1941 года «Трембиту» расформировали.
С 1945 года Котко — художественный руководитель Гуцульского ансамбля песни и танца.
В 1951 году репрессирован, освободили его в 1956 году. С большими трудностями удалось прописаться в Львове, и о работе в «Трембите» не могло быть и речи.
Кроме большого таланта дирижёра, он имел незаурядный талант художника. После освобождения написал ряд пейзажей: «Три аиста» (1958), «Горная река» (1960), «Лодка» (1963) и другие.
С 1958 года руководил капеллой слепых бандуристов «Карпаты» во Львове.
Умер 18 ноября 1982 года. Похоронен на Лычаковском кладбище во Львове.